# Новікова Ірина Борисівна
Іри́на Бори́сівна Новікова (нар. 21 вересня 1957, місто Макіївка, тепер Донецької області) — українська радянська діячка, вчителька середньої школи № 20 міста Донецька. Депутат Верховної Ради УРСР 11-го скликання.

## Життєпис
Освіта вища. Закінчила Донецький державний університет.
З 1979 року — вчителька середньої школи № 20 міста Донецька. Потім — директор навчально-виховного комплексу № 16 міста Донецька.
Потім — на пенсії в місті Донецьку.

## Нагороди
- ордени
- медалі